# Cipura
Cipura  é um pequeno gênero de plantas bulbosas, herbáceas  e perenes pertencente à família Iridaceae. O gênero possui cerca de 9 espécies distribuídas desde ao Sul dos Estados Unidos até ao sudeste da América do Sul.